# خوان ميغيل راندو
خوان ميغيل راندو (بالإسبانية: Juan Miguel Rando)‏ (مواليد 26 مارس 1988) هو سبّاح إسباني، مثّل بلاده في الألعاب الأولمبية الصيفية 2012.

## روابط خارجية
خوان ميغيل راندو على موقع الاتحاد الدولي للسباحة (الإنجليزية)
- خوان ميغيل راندو على موقع SwimRankings.net (الإنجليزية)
- خوان ميغيل راندو على موقع اللجنة الأولمبية الدولية (الإنجليزية)
- خوان ميغيل راندو على موقع أوليمبيديا (الإنجليزية)